# 이경손
이경손(李慶孫, 1905년 10월 12일 ~ 1977년 4월 4일)은 일제강점기에 한국과 상해에서 주로 활동한 한국의 영화 감독, 각본가, 영화 평론가, 연극 배우이자 동시 작가로도 활동했다.

## 생애
경기도 개성 출신이다. 일본 도시샤 대학의 분교로 세워진 경성신학교를 중퇴하고 배의 승무원과 전도사 등 여러 직업을 거쳤다. 연극 공부를 시작한 것은 1922년부터이다. 1923년에는 무대 예술 연구회를 설립하여 본격적인 연극 공연을 시작하였다. 한편, 1924년부터 1928년까지는 평론가로도 활발히 활동했다. 영화의 연기와 줄거리만이 아닌 영화 기법에 대한 비평을 시작하여, 조선 최초의 본격적인 영화평론가로 꼽힌다.
무대 예술 연구회는 발족 1년 만에 자금난으로 해산하였으나, 이를 계기로 부산에서 일본인 실업가들의 후원을 받아 조선 키네마 주식회사를 설립할 수 있었다. 이 영화사의 첫 작품 《해의 비곡》에서 조감독을 맡아 영화 연출 부문에도 진출했다. 가족으로는 태국 망명시 만나 인연을 맺은 부인 Prayong Hiranbanthow 여사와 1남 3녀 [ 이정 / 이려 / 이옥 /이붕 ]를 두었다.
윤백남의 조감독으로 《운영전》 연출에도 참여하였고, 감독 데뷔작으로 《심청전》을 촬영하였다. 윤백남이 일본으로 떠난 뒤에는 윤백남 프로덕션 동인들로 고려 키네마를 설립하여 《개척자》를 완성했다. 그러나 《개척자》와 《산채왕》, 《봉황의 면류관》《숙영낭자전》《춘희》 등이 계속 흥행에 실패하여 어려움을 겪은 끝에, 1920년대 후반에 중국 상하이로 떠났다. 상하이에서는 먼저 이주해 있던 전창근과 만나 활동을 재개하였고, 《양자강》(1931)을 찍었다. 《양자강》을 마지막으로 태국으로 이주하여 그곳에서 사망했다.

## 참고 문헌
- 강옥희, 이영미, 이순진, 이승희 (2006년 12월 15일). 《식민지 시대 대중 예술인 사전》. 서울: 소도. 224 ~ 228쪽쪽. ISBN 9788990626264.